# 安部信亨
安部 信亨（あんべ のぶみち）は、江戸時代中期から後期にかけての大名。武蔵国岡部藩8代藩主。官位は従五位下・丹波守、采女正、摂津守。

## 生涯
宝暦8年（1758年）、7代藩主・安部信允の長男として誕生。安永4年（1775年）閏12月に従五位下・丹波守に叙位・任官する。天明元年（1781年）9月に采女正に遷任し、9月11日の父の隠居で家督を継ぎ、摂津守に遷任する。
寛政7年（1795年）4月から文化元年（1804年）まで大坂定番を務めた。文化3年（1806年）8月5日、病気を理由に家督を三男・信操に譲って隠居し、剃髪して丹波入道と号した。文政5年（1822年）6月17日、江戸で死去した。享年65。

## 系譜
父母
- 安部信允（父）
- 有馬一準の娘（母）

正室
- 分部光庸の娘

子女
- 弥一郎
- 金弥
- 安部信操（三男）
- 安部信孝
- 安部信順
- 山本昌義
- 酒井忠賢室
- 安部信規室
- 井上正質の養女
- 村瀬重候の養女
- 増山正寧正室